# Vridfingersvamp
Vridfingersvamp (Clavaria amoenoides) är en svampart som tillhör divisionen basidiesvampar, och som beskrevs av Corner, Thinad och Anand. Vridfingersvamp ingår i släktet Clavaria, och familjen fingersvampar. Enligt den svenska rödlistan är arten nära hotad i Sverige. Arten förekommer i Götaland, Svealand, Nedre Norrland och Övre Norrland. Artens livsmiljö är jordbrukslandskap.